# Псалом 126
Псалом 126 (у масоретській нумерації — 127) — 126-й псалом Книги Псалмів. Він належить до одного із п’ятнадцяти псалмів, які починаються словами «Висхідна пісня» (Shir Hama'a lot, гебр. שיר המעלות בשוב ה’), а також є єдиним псаломом, автором якого є Соломон, а не Давид. Латинською мовою псалом відомий своїм інципітом «Nisi Dominus».
Текст складається з п'яти віршів. Перші два висловлють думку, що «без Господа — усе марно», як відомо у прислів’ї латинською мовою «Nisi Dominus Frustra». Решту віршів згадують про нащадків як про Боже благословення.
Псалом є регулярною частиною єврейських, католицьких, англіканських та протестантських літургій. Латинський текст «Nisi Dominus» з «Вульгати» був часто покладений на музику в період доби Відродження та бароко, часто як частина вечірніх, включаючи твір Клаудіо Монтеверді з десяти частин, які входять до твору «Vespro della Beata Vergine» (1610), твір Георга Фрідріха Генделя «Nisi Dominus» (1707) і дві музичні обробки Антоніо Вівальді. Такі композитори як Адам Ґумпельцгаймер і Генріх Шютц поклали на музику псалом німецькою мовою — «Wo Gott zum Haus».

## Текст
| Вірш | Гебрейська мова                                                                                | Давньогрецька мова (Септуаґінта) | Латинська мова (Вульгата) | Українська мова (Переклад Хоменка) |
| ---- | ---------------------------------------------------------------------------------------------- | --- | --- | --- |
| 1    | שִׁיר הַמַּעֲלוֹת, לִשְׁלֹמֹה: אִם-יְהוָה, לֹא-יִבְנֶה בַיִת-- שָׁוְא עָמְלוּ בוֹנָיו בּוֹ; אִם-יְהוָה לֹא-יִשְׁמָר-עִיר, שָׁוְא שָׁקַד שׁוֹמֵר | ᾿Οιδὴ τῶν ἀναβαθμῶν· τῷ Σαλωμων. ᾿Εὰν μὴ κύριος οἰκοδομήσῃ οἶκον, εἰς μάτην ἐκοπίασαν οἱ οἰκοδομοῦντες αὐτόν· ἐὰν μὴ κύριος φυλάξῃ πόλιν, εἰς μάτην ἠγρύπνησεν ὁ φυλάσσων. | Canticum graduum Salomonis. [Nisi Dominus ædificaverit domum, in vanum laboraverunt qui ædificant eam. Nisi Dominus custodierit civitatem, frustra vigilat qui custodit eam. | Висхідна пісня. Соломона. Коли Господь та не будує дому — дарма працюють його будівничі. Коли Господь не зберігає міста —дарма пильнує сторож. |
| 2    | שָׁוְא לָכֶם מַשְׁכִּימֵי קוּם, מְאַחֲרֵי-שֶׁבֶת - אֹכְלֵי, לֶחֶם הָעֲצָבִים; כֵּן יִתֵּן לִידִידוֹ שֵׁנָא                            | εἰς μάτην ὑμῖν ἐστιν τοῦ ὀρθρίζειν, ἐγείρεσθαι μετὰ τὸ καθῆσθαι, οἱ ἔσθοντες ἄρτον ὀδύνης, ὅταν δῷ τοῖς ἀγαπητοῖς αὐτοῦ ὕπνον.                                             | Vanum est vobis ante lucem surgere: surgite postquam sederitis, qui manducatis panem doloris. Cum dederit dilectis suis somnum,                                              | Дарма устаєте рано, засиджуєтеся допізна: усе ж їсте загорьований хліб! Господь дає його у сні своїм любим.                                    |
| 3    | הִנֵּה נַחֲלַת יְהוָה בָּנִים: שָׂכָר, פְּרִי הַבָּטֶן                                                              | ἰδοὺ ἡ κληρονομία κυρίου υἱοί, ὁ μισθὸς τοῦ καρποῦ τῆς γαστρός. | ecce hæreditas Domini, filii; merces, fructus ventris. | Спадок Господній — діти: плід лона — нагорода.                                                                                                 |
| 4    | כְּחִצִּים בְּיַד-גִּבּוֹר-- כֵּן, בְּנֵי הַנְּעוּרִים                                                               | ὡσεὶ βέλη ἐν χειρὶ δυνατοῦ, οὕτως οἱ υἱοὶ τῶν ἐκτετιναγμένων. | Sicut sagittæ in manu potentis, ita filii excussorum. | Як стріли у руці вояка, так діти віку молодого.                                                                                                |
| 5    | אַשְׁרֵי הַגֶּבֶר-- אֲשֶׁר מִלֵּא אֶת-אַשְׁפָּתוֹ, מֵהֶם: לֹא-יֵבֹשׁוּ-- כִּי-יְדַבְּרוּ אֶת-אוֹיְבִים בַּשָּׁעַר                           | μακάριος ἄνθρωπος, ὃς πληρώσει τὴν ἐπιθυμίαν αὐτοῦ ἐξ αὐτῶν· οὐ καταισχυνθήσονται, ὅταν λαλῶσι τοῖς ἐχθροῖς αὐτῶν ἐν πύλῃ.                                                 | Beatus vir qui implevit desiderium suum ex ipsis: non confundetur cum loquetur inimicis suis in porta.]                                                                      | Щасливий чоловік, що ними наповнив сагайдак свій! Не осоромляться, коли будуть позиватись при брамі з ворогами.                                |

## Літургійне використання

### Юдаїзм
У юдаїзмі псалом 126 читають як частину серії псалмів після обіднього шабату, між Суккотом і святом «Shabbat Hagadol». Його також промовляють як молитву для захисту новонароджених немовлят.

### Католицька церква
З часів Середньовіччя згідно Статуту святого Бенедикта (близько 530 AD), цей псалом традиційно читали або співали на Дев'ятій Літургії годин протягом тижня, особливо з вівторка по суботу між псаломом 125 і 127. Під час Літургії годин псалом 126 читають у третю середу на вечірніх. 

## Використання у музиці
Латинський текст «Nisi Dominus» з «Вульгати» був часто покладений на музику, особливо як частина вечірніх. Основні композиції ключають твори:
- Клоден де Сермізі: входить до одного з його шістдесяти мотетів
- Орландо ді Лассо: акапельний мотет для п’ятьох голосів (1562)
- Ганс Лео Гасслер: акапельний мотет у збірці «Cantiones sacrae» (1591)
- Джованні Маттео Азола: твір а капела (1599)
- Клаудіо Монтеверді: «Nisi Dominus» для хору як частина «Vespro della Beata Vergine» (1610)
- Алессандро Гранді: мотет для тромбонів і баса (1630)
- Франческо Каваллі: композиція з чотирьох частин для стурунних інструментів, опублікована у «Musiche Sacre Concernenti», Венеція (1656)
- Джованні Джакомо Арріґоні: мотет (1663)
- Марк Антуан Шарпантьє: H.160, мотет для баса, манускрипт приблизно 1670/2 років
- Генріх Ігнац Франц фон Бібер: кантата для двох голосів, скрипки і баса (після 1676)
- Мішель-Річард де Лаланде: мотет S. 42 (1694)
- Анрі Демаре: мотет «Nisi Dominus» (1703)
- Георг Фрідріх Гендель: «Nisi Dominus» (1707)
- Ян Дісмас Зеленка: ZWV 92 (приблизно 1726)
- Йоганн Давид Гайніхен: «Nisi Dominus», соль мінор (1726)
- Йоганн Себастьян Бах: «Wo Gott zum Haus nicht gibt sein Gunst» (BWV 1123)
- Антоніо Вівальді: два твори — RV 608 для струнних інструментів і соліста і RV 803 для струнних інструментів і хору
- Нікола Порпора: «Nisi Dominus», соло для контральто
- Жан-Жозеф де Мондонвіль: «Nisi Dominus» (1743)
- Бальдассаре Ґалуппі: «Nisi Dominus»

«Wo Gott zum Haus» — німецька метрична і ритмічна парафраза на псалом, написана Йоганном Кольроссом, покладена на музику Мартіном Лютером (надрукована у 1597 році) і Гансом Лео Гасслером (приблизно у 1607 році). Адам Ґумпельцгаймер використав перші два рядки для канону «Wo Gott zum Haus nicht gibt sein Gunst / So arbeit jedermann umsonst». Інша німецькомовна версія — «Wo der Herr nicht das Haus bauet» — написана Генріхом Шютцом (SWV 400, опублікована у 1650 році).